# Майлиэнит
Майлиэнид (валл. Maelienydd, Maeliennydd) — бывший кантрев и феодальное владение в Центральном Уэльса, включающее территорию между рекой Тим и Рэнорским лесом вокруг Лланжриндод Уэльса. В раннем средневековье — королевство, зависимое от королевства Поуис. Позже находился в составе региона Rhwng Gwy a Hafren (с валл. — «Между реками Уай и Северн»). Административный центр располагался в замке Кевнллис. В настоящее время входит в состав графства Поуис.

## История

### Раннее средневековье

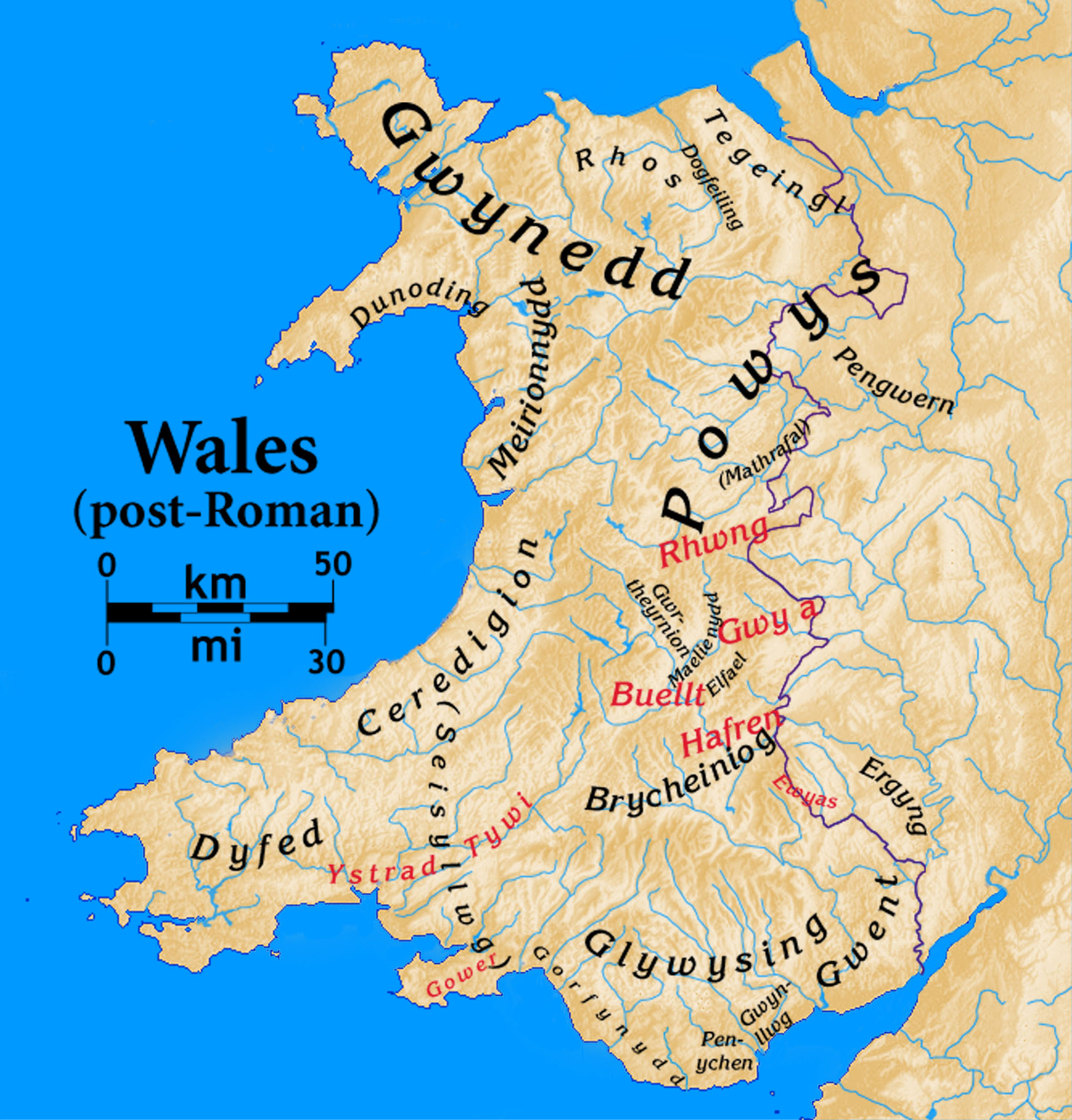
Раннесредневековые государства Уэльса

Территория будущего Майлиэнида была передана кельтским королём Вортигерном своему сыну Бриду в 430 году. Называться Майлиэнидом это владение стало при внуке Бриду, Майлле. Согласно Харлеанским генеалогиям, однако, Бриду, основатель этой династии, был сыном (и таким образом братом Пасгена) Категирна сына Каделла.

### Позднее средневековье

Майлиэнид и близлежащие кантревы

Ранульф де Мортимер основал на территории Майлиэнида замок Кимарон, между деревнями Лланбистер и Лланганлло.

## Короли Майлиэнида
- Бриду ап Гиртерн (430—475)
- Камуйр ап Бриду (475-)
- Майлло ап Камуйр (VI век)
- Кинан ап Майлло (VI век)
- Элбодгу ап Кинан[4]
- Гурхаирн ап Элбодгу[4]
- Геселис ап Гурхаирн[4]